# У Цзиньгуй
У Цзиньгуй (кит. трад. 吴金贵; 10 января 1961, Шанхай) — китайский футболист, тренер.

## Карьера

### Карьера игрока
У Цзиньгуй выступал за молодёжный состав клуба «Шанхай Шэньхуа», однако не выступал за её основу. Продолжил заниматься футболом в провинции Чжэцзян, где некоторое время играл за команду провинции по футболу в любительской лиге. Принял решение начать профессиональную тренерскую карьеру, для этого несколько лет учился в Пекине и Кёльне. Полученное образование позволило У Цзиньгую остаться в команде «Шанхай Шэньхуа» на должности помощника главного тренера, которую он занимал до 21 июля 2002 года.

### Карьера тренера
22 июля 2002 года заменил Сюй Гэньбао на посту главного тренера «Шанхай Шэньхуа» — он был отправлен в отставку за провал первой части сезона 2002 года. Однако, У Цзиньгую не удалось справиться с поставленной задачей и команда финишировала 12-й. В новом сезоне У привёл «Шанхай» к первым за восемь лет золотым медалям Лиги Цзя-А 2003 года. К удивлению многих, впоследствии он покинул команду и принял решение стать помощником главного тренера сборной КНР Ари Хана. Работа в сборной была достаточно плодотворной — команда смола удачно выступить на Кубке Азии 2004 года, заняв второе место. Однако, после окончания турнира Ари Хан оставил свой пост, а У вернулся в «Шанхай Шэньхуа», опять начав работать в качестве помощника главного тренера. Перед началом сезона 2006 года в Суперлиге У Цзиньгуй вновь стал главным тренером команды, сменив в этом качестве Валерия Непомнящего, а команда по итогам сезона завоевала серебряные медали чемпионата.
Перед началом сезона 2007 года у «Шанхая» сменился владелец, он же привёл в клуб нового главного тренера — им стал Освальдо Хименес. Однако, Хименес провалил начало сезона и подал в отставку, а на его место вновь вернулся У, с которым клуб смог финишировать четвёртым. Третья отставка У Цзиньгуя была связана с ухудшением здоровья, а также с плохим началом сезона 2008 года. У руля «Шанхая» его сменил Цзя Сюцюань.
По семейным обстоятельствам не мог долгое время находиться вдали от дома и принял решение остаться в Ханчжоу, где в сезонах 2009—2011 годов тренировал команду «Ханчжоу Гринтаун». За это получил прозвище «женатый на Ханчжоу» (кит. трад. 杭州女婿). В команде большое значение придавал профессиональному росту молодых игроков.
В 2009 году был одним из претендентов на пост главного тренера сборной.

## Достижения
Клубные
«Шанхай Шэньхуа»
- Чемпион Лиги Цзя-А: 2003
- Серебряные медали Чемпионата Китая по футболу: 2006

Индивидуальные
- Тренер года по версии КФА: 2003